# Wereldkampioenschappen judo 1980
De Wereldkampioenschappen judo 1980 was de eerste vrouweneditie van de Wereldkampioenschappen judo. Het toernooi werd gehouden in het befaamde Madison Square Garden in New York op zaterdag 29 en zondag 30 november 1980. Circa 120 judoka's uit 17 landen kwamen in actie. De Judo Bond Nederland (JBN) vaardigde zes deelneemsters af: José Homminga (48 kg), Liesbeth Beeks (56 kg), Anita Staps (61 kg), Paula Ooms (66 kg), Jolanda van Meggelen (72 kg) en Marjolein van Unen (+72 kg).
Nederland won een gouden medaille door toedoen van Anita Staps. Haar zege kwam als een verrassing, omdat ze pas op het allerlaatste moment aan de ploeg was toegevoegd. In de finale van de gewichtsklasse tot 61 kilogram klopte ze de Italiaanse Laura di Toma door na 2 minuten en 37 seconden een koka te scoren met een beenworp. 

## Resultaten
| Gewichtsklasse | Goud             | Zilver            | Brons                               |
| -------------- | ---------------- | ----------------- | ----------------------------------- |
| – 48 kg        | Jane Bridge      | Anna de Novellis  | Marie-France Colignon Marie Lewis   |
| – 52 kg        | Edith Hrovat     | Kaori Yamaguchi   | Pascale Doger Bridge MacCarth       |
| – 56 kg        | Gerda Winklbauer | Marie-Paule Panza | Loreta Doyle Jeannine Meulemans     |
| – 61 kg        | Anita Staps      | Laura di Toma     | Inge Berg Martine Rottier           |
| – 66 kg        | Edith Simon      | Dawn Netherwood   | Christine Penick Catherine Pierre   |
| – 72 kg        | Jocelyne Triadou | Barbara Classen   | Avril Malley Jolanda van Meggelen   |
| + 72 kg        | Margerita de Cal | Paulette Fouillet | Ingrid Berghmans Christiane Kieburg |
| Open           | Ingrid Berghmans | Paulette Fouillet | Barbara Classen Barbara Fest        |

## Medaillespiegel
| Plaats | Land                | Goud | Zilver | Brons | Totaal |
| 1      | Oostenrijk          | 3    | 0      | 0     | 3      |
| 2      | Frankrijk           | 1    | 3      | 4     | 8      |
| 3      | Italië              | 1    | 2      | 0     | 3      |
| 4      | Verenigd Koninkrijk | 1    | 1      | 3     | 5      |
| 5      | België              | 1    | 0      | 2     | 3      |
| 6      | Nederland           | 1    | 0      | 1     | 2      |
| 7      | West-Duitsland      | 0    | 1      | 4     | 5      |
| 8      | Japan               | 0    | 1      | 0     | 1      |
| 9      | Verenigde Staten    | 0    | 0      | 2     | 2      |
| Totaal | Totaal              | 8    | 8      | 16    | 32     |